# 西德
西德，又稱聯邦德國，是對於1949年5月23日成立至1990年10月3日兩德統一期間的德意志聯邦共和國（德語：Bundesrepublik Deutschland）之稱呼。首都設於波昂，因此又別稱為「波昂共和國」（Bonner Republik）。
联邦德国建立于其初期范围包括二战后由美国、英国、法国等3個同盟國所占领的德国领土；除了德国西部的领土外，德国既有首都柏林的西半部——即所謂的西柏林，在当时也属于西德非法定的事实领土；由於柏林全境均被东德（德意志民主共和國）環繞，使得西柏林成为一个被东德领土包围的飞地。冷戰開始時，歐洲被西方集團和東方集團瓜分。德國實際上被劃分為兩個國家（西德及東德），以及兩個特殊領土：薩爾（今薩爾蘭州）和分裂的柏林。西德西南部的三個州於1952年合併形成巴登-符騰堡州，而薩爾於1957年加入西德。西柏林被認為是非官方的事實上的第十一州，雖然在法律上不屬於西德，但由於柏林在盟軍控制委員會的控制下，西柏林在政治上與西德結盟，並在其聯邦機構中直接或間接代表。
1950年代的經濟奇蹟奠定了日後德國佔據重要地位的基礎，當時西德從二戰造成的巨大破壞中崛起，成為世界第三大經濟體。第一任總理康拉德·阿登納一直任職到1963年，他致力於與北約完全結盟而不是保持中立，並獲得了軍事聯盟的成員資格。阿登納也是發展成為當今歐盟的協議的支持者。1975年G6成立時，對於西德是否會成為其成員，並沒有嚴肅的爭論。
隨著柏林圍牆的開放促使東方集團走向瓦解，兩個德國政權都採取行動實現德國統一。東德於1990年投票決定解散、並合并到德意志聯邦共和國。它的五個戰後州與重新統一的柏林一起重組，結束了其特殊地位並形成了一個額外的土地。他們於1990年10月3日正式加入聯邦共和國，將州總數從10個增加到16個，結束了德國的分裂。重新統一的德國，是德意志聯邦共和國的直接延續，而不是一個新的國家，因為這個過程本質上是一種自願加入的行為：德意志聯邦共和國擴大到包括前德意志民主共和國的另外六個州共和國。擴大後的聯邦共和國保留了西德的政治文化，並繼續其在國際組織中的現有成員資格，以及其西方外交政策與聯合國、北約、經合組織和歐洲經濟共同體等西方聯盟的聯繫。

## 称呼
西德官方認定的本國名称只有一個，即“德意志联邦共和国（Bundesrepublik Deutschland）”，简称是“BRD”。
但在东德地區、歐美和日本，對“德意志联邦共和国”有很多別的稱呼，例如“西德”或“西德意志联邦共和国（Westdeutsche Bundesrepublik）”，這些別稱在1950～1960年代間被頻繁使用。這是因為在《1968年宪法》颁佈以後，西德、西柏林和東德、東柏林已經完全不同，外国人在稱呼“德國的概念”時如果不用特別的稱呼的話會產生很多歧義。從1970年代早期开始，“德意志聯邦共和國”逐漸能缩写成“BRD”，《新德意志报》是第一個採用這個縮寫的報紙。1973年，东德接受了“BRD”这个词作为西德的官方簡稱，由於東德的同意，其他东方集团国家也随之效倣，“BRD”一詞也迅速在國際上流行。
为了回应这一变化，早在1965年，西德的“兩德内部关系部长”埃里希·门德就寫了一篇名為《关于德国的称谓的指令》的文章，建议政府部門不要使用缩写，以免矮化西德的正統地位。到了1974年5月31日，西德的“联邦州政府首脑會議”正式宣佈：在官方出版物裏稱呼西德時，必須用“德意志联邦共和国”這個全称。从那时起，西德的各種媒體就避免使用缩写，唯左翼中的馬克思派系的媒體依舊跟隨東德使用縮寫。1979年11月，“西德联邦政府”和“西德联邦议院”在德国电视一台和二台中發表公開佈告，呼籲全西德的民眾都不要用缩写來稱呼自己的國家。
在除了西德以外的所有國家，均不會認為“西德（Westdeutschland）”一詞是帶有歧視性的，而認為這只是一種表達地理方位的名字。像奧地利、瑞士、盧森堡這樣的德语国家們亦广泛使用“西德”一詞來称呼联邦德国，並沒有因為它們的國家也說德語，就跟隨西德的叫法而使用全稱。在英語系的國家，“西德”及其同等的术语更多的是用在政治學、新聞學或學術界之中的，而平民稱呼西德時的叫法隨意，英語系國家的政府們也沒有對它進行過強制規定。
最後，因為西德的首都位於波昂，所以一些历史学家也會称“西德”为“波恩共和国（Bonner Republik）”或“波恩政权（Bonner Staat）”。

## 歷史
1945年4月16日—4月30日柏林战役，纳粹德国最终战败无条件投降之后，根據1945年7月的波茨坦會議中英、美、法、苏四國的秘約，決定在德國戰敗後將其一分為四分別由四個戰勝國佔領，並且合組一個最高管理單位同盟管理議會（Allied Control Council，ACC）來治理德國事務。但由於理念上的差異，在戰後以美國為主的西方陣營與以蘇聯為主的共產陣營逐漸疏遠，1948年3月時，美、英、法三國在倫敦舉行會議，初步決議要將三國所分別管理的德國領土合併，在德國西部組成一個政權。蘇聯方面也針對這點作出反制，首先是退出ACC，並進而宣布著手設立一個東德政權的計劃。

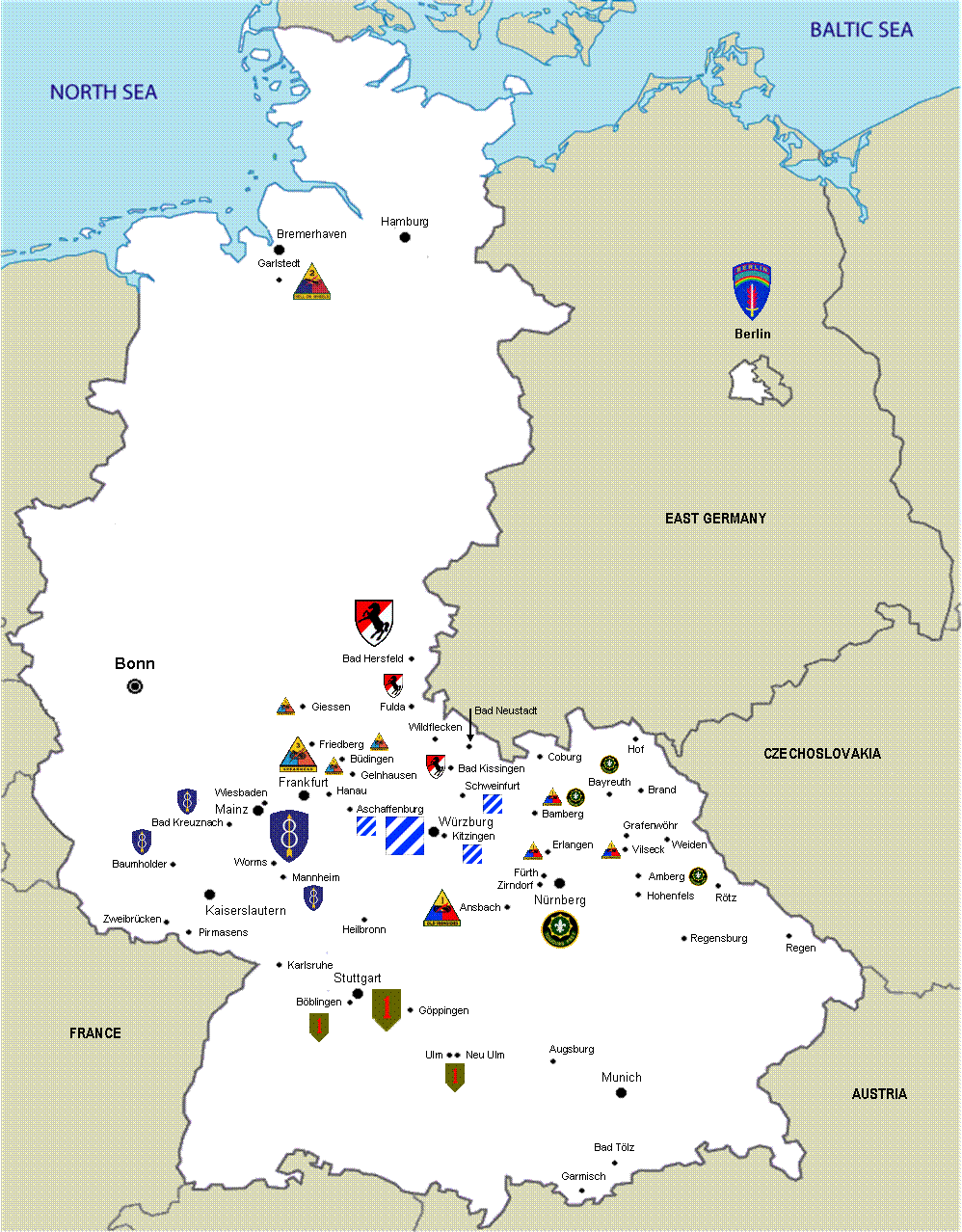
1987年，部署在西德的美國陸軍部隊

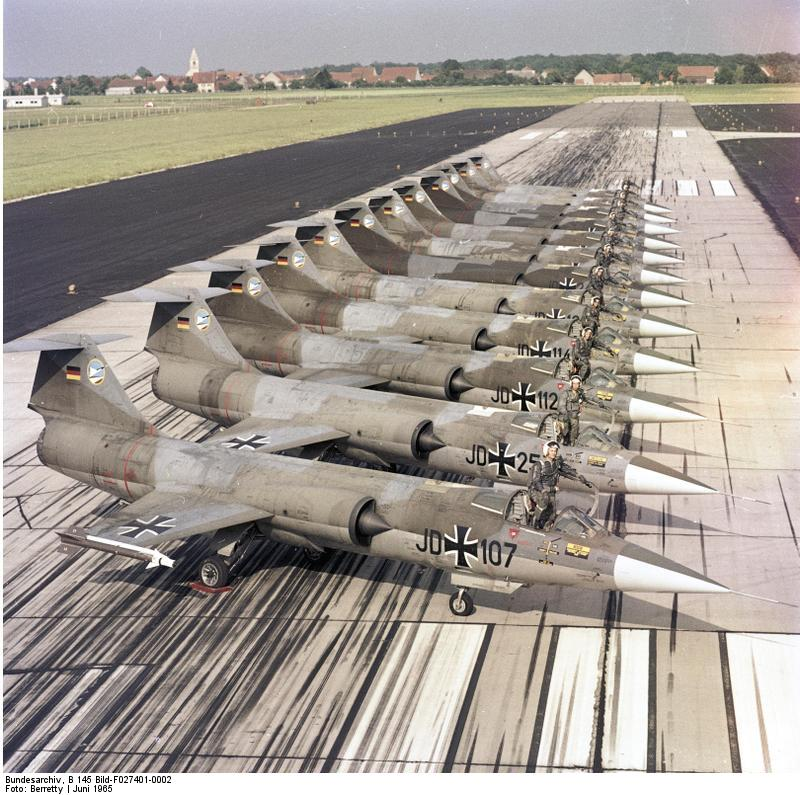
西德空軍F-104於1960年代後期

但直接導致東西德分離的導火線，則是發生在1948年6月20日，西方佔領區境內的貨幣重整計畫。當時西方三國佔領區內原本分別發行的貨幣整合為一，但卻排除蘇聯佔領區，發行了西德馬克，而蘇聯佔領區也在短短三日後發行了東德馬克，儼然象徵東西德正式分離。東西德分離後，東德方面曾在1948年中開始，對使用西德馬克的西柏林地區進行封鎖，為期11個月，希望透過此舉達到完全控制整個柏林地區的目的，但卻在西方國家持續以空運方式所進行的柏林空運之支援下沒有實現。在柏林封鎖解除（1949年5月12日）後沒多久的5月23日，西德（德意志聯邦共和國）宣佈正式成立。而東德方面也在同年的10月7日宣佈正式成立以德意志社会主义统一党一黨專政的社會主義政體。

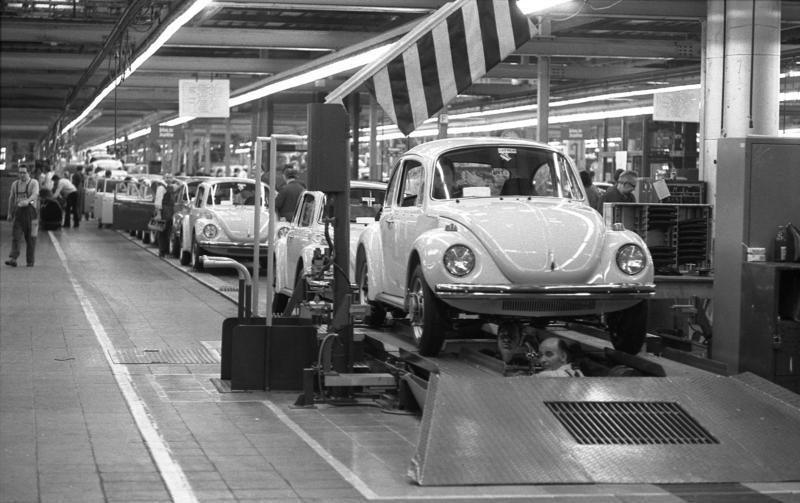
1973年福斯汽車廠

西德於1955年5月8日加入北约，相對的，由蘇聯扶植、 德国统一社会党主政的東德（德意志民主共和國）則加入了，使得東西德間的交界成為兩大對壘陣營的最前線，冷战的焦点。
1957年，根据《萨尔条约》，原被法国托管的萨尔保护领加入德意志联邦共和国，成为萨尔州。
在1989年11月9日柏林墙倒塌后，東德領土於1990年10月3日正式併入西德，德意志聯邦共和國從此覆蓋德國全境，德國统一。1991年3月15日，四个佔領国正式放弃对其的佔領权。西德除了視為是一個分裂狀態下的獨立國家之外，因兩德統一的架構是由東德被併入西德，統一德國的所有制度與統一前的西德完全一致，所以西德也可被視為是當代德國的一段歷史時期。

## 政治制度
有鑑於魏瑪共和國议会制比例代表制的失败教訓，同時避免總統制可能出現的獨裁，西德实行联立制，政党需取得5%议席才能进入议会。在西德大部分時期，議會只有四個政黨，分別為德國基督教民主聯盟、拜恩基督教社會聯盟、德國社會民主黨及德國自由民主黨。德國綠黨在1980年代後才進入德國聯邦議院。
聯邦德國沒有死刑，這點在其基本法第102條中展現。但刑法有關死刑部分則遲至1953年修為無期徒刑。有證據顯示，聯邦德國的廢死，最早來自右翼政黨的提案，原先目的並非是一般罪行的兇手，而是企圖阻礙盟軍對戰犯執行死刑；但實際上廢死並無影響戰犯的處決，也被認為無法對其法院有拘束力，所以相關處決則持續到1951年。詳情可見德國死刑制度一文。

## 领土

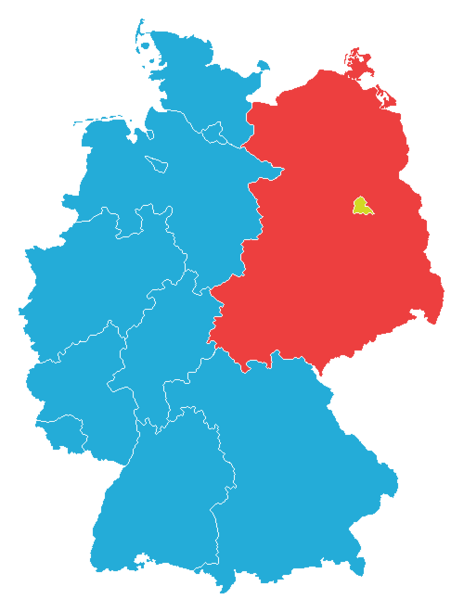
藍色：FRG；
紅色：DDR；
黃色：West Berlin

德意志聯邦共和國（西德）建立於其初期範圍包括二战後由美國、英國和法國所占领的德國領土而除了德國西部的領土外，東德境內、德國原本的首都柏林市區西半部在當時也屬於西德非法定的事实領土。如此一來，西柏林成為一個飛地，被東德領土所包圍。

## 經濟
曾经被认为经济会非常落后，但经济一直勇猛发展。